# Мертві (фільм, 1930)
Мертві (ісп. La Voluntad del muerto; англ. The Will of the Dead Man) — американський фільм жахів режисера Джорджа Мелфорда 1930 року.

## У ролях
- Антоніо Морено — Пабло
- Лупіта Товар — Аніта
- Андрес де Сегурола — Кросбі
- Роберто Е. Гусман — Енріке
- Пауль Елліс — Карлос
- Лучіо Віллегас — лікар
- Агостіно Боргато — Хендрікс
- Кончіта Баллестерос — Сесілія
- Марія Кальво — Сьюзана